# Żelechów
Żelechów là một thị trấn thuộc huyện Garwoliński, tỉnh Mazowieckie ở trung-đông Ba Lan. Thị trấn có diện tích 12 km². Đến ngày 1 tháng 1 năm 2011, dân số của thị trấn là 4134 người và mật độ 341 người/km².